# 民族資本
民族資本（みんぞくしほん）とは、自国資本家や、自国企業を指す。外国資本の対義語として用いられる。
先進資本主義国家を目指す開発独裁諸国の中には、民族資本を育成して自国の経済を成長させることを目指している例がある。
資本主義を目指さず、社会主義を目指した開発途上国でも、マルクス・レーニン主義党は、反帝国主義の観点から、民族資本を革命勢力と位置付けた。